# بادام هندی
بادام هندی (نام علمی: Anacardium occidentale) درختی گرمسیری و همیشه‌سبز است که دانهٔ بادام هندی و سیب بادام هندی را تولید می‌کند. این درخت می‌تواند تا ارتفاع ۱۴ متر رشد کند. دانهٔ آجیلی بادام هندی برخلاف سایر دانه‌های آجیلی، حاوی نشاسته به‌میزان ۱۰ درصد وزن خود است. این موضوع باعث می‌شود که با جذب آب بتواند باعث غلیظ شدن سوپ و آبگوشت و دسرهای سنتی حاوی شیر شود. بادام هندی سرشار از کالری است، به‌طوری‌که هر یکصد گرم از آجیل بادام هندی حاوی ۵۵۳ کیلوکالری انرژی است.
دانه‌های بادام هندی را در حالت نارس و زمانی که پوسته‌اش کاملاً سخت نشده و سبز است، برداشت می‌کنند. در این حالت، پوستهٔ بذر نسبتاً نرم است و آن را با چاقو بریده، مغز میوه را خارج می‌سازند. البته آن‌ها در این حالت هم برای پوست بدن، سوزش‌آور هستند؛ از این رو در همهٔ مراحل باید از دستکش استفاده شود. مغزهای نارس را برای مدتی در آب زردچوبه قرار می‌دهند تا آثار مضر آن از بین برود. چنین دانه‌هایی را در مناطقی از هندوستان همراه با نارگیل رنده شده و سبزیجات و فلفل تند و خاک رُس مصرف می‌کنند.
بذرهای به زمین افتادهٔ بادام هندی در شرایط مرطوب و بارانی، پس از چند روز شروع به جوانه زدن و تولید ساقه‌چه‌هایی می‌کنند که توسط باغداران جمع‌آوری و به‌صورت خام و پخته، به‌ویژه در ایالت «کرالا» ی هند مصرف می‌شوند.

## از تولید تا مصرف
بادام هندی در مناطق گرمسیر رشد می‌کند. این آجیل در واقع یک میوه است که توسط درختی همیشه سرسبز تولید می‌شود. این درخت می‌تواند سیب بادام هندی نیز تولید کند و حداکثر ۱۴ متر رشد کند. دانه‌های بادام هندی را زمانی که هنوز سبز و نارس هستند برداشت می‌کنند. پس از برداشت به دلیل این‌که پوست میوه هنوز کاملاً سفت نشده آن را توسط یک چاقو می‌برند و مغز میوه را جداسازی می‌کنند. سپس مغز را برای مدتی در آب زردچوبه قرار می‌دهند تا اثرات مضر آن از بین برود و قابل مصرف شود.

## بزرگ‌ترین تولیدکنندگان بادام هندی در جهان

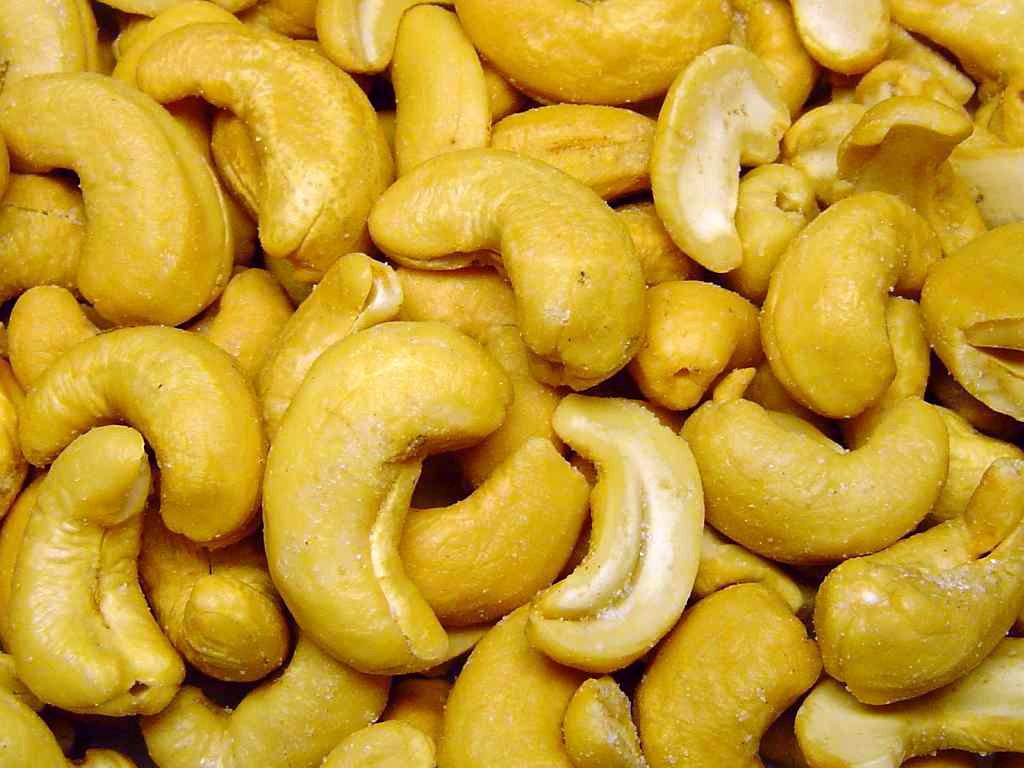
دانه‌های برشته و نمک‌سود بادام هندی

| ساحل عاج | ۸۳۷,۸۵۰   |
| هند | ۷۳۸٬۰۰۰   |
| ویتنام | ۳۴۸٬۵۰۴   |
| فیلیپین | ۲۵۵٬۹۳۱   |
| تانزانیا | ۲۱۰٬۷۸۶   |
| در کل دنیا | ۳٬۷۰۸٬۱۵۳ |
| No symbol = official figure, P = official figure, F = FAOSTAT ۲۰۰۷، * = Unofficial/Semi-official/mirror data, C = Calculated figure A = Aggregate (may include official, semi-official or estimates); Source: Food And Agricultural Organization of United Nations: Economic And Social Department: The Statistical Division |           |

## فواید
- کاهش فشار خون بالا، کلسترول و چربی خون
- لاغری و کاهش وزن
- پیشگیری از گرفتگی رگ‌ها و سلامت قلب
- سم‌زدایی و درمان کبد چرب و بیماری‌های مربوط به کبد
- پیشگیری از تولید سنگ صفرا
- سرشار از آنتی‌اکسیدان و به همین سبب تأثیرگذار در پیشگیری از انواع سرطان
- سلامتی دهان، دندان و لثه‌ها
- بهبود دستگاه گوارش و کمک به گوارش غذا
- تقویت توانایی باروری در آقایان
- کاهش خطر ابتلا به دیابت نوع ۲
- محافظت از ماهیچه و استخوان‌ها
- کمک به بهبود فرایند خواب آرام و کافی
- درمان کم‌خونی
- سلامتی سیستم عصبی (مغز و اعصاب)
- حفظ سلامت پوست و مو[۱]

## مضرات مصرف بی‌رویه
در صورت مصرف بیش از حد این آجیل عوارضی به وجود می‌آید، از جمله:
- سنگ کلیه
- سنگ صفرا
- کاهش جذب کلسیم و پوکی استخوان

همچنین حالت‌های آلرژی نیز می‌تواند در افراد حساس پدید آید.
- خارش بینی
- گرفتگی بینی
- ورم لب‌ها

## جدول ارزش غذایی
| تشکیل دهندهٔ اصلی | مقدار در ۱۰۰ گرم |
| کالری            | ۵۵۳ کیلوکالری    |
| کربوهیدرات       | ۳۰٫۱۹ گرم        |
| چربی             | ۴۳٫۸۵ گرم        |
| پروتئین          | ۱۸٫۲۲ گرم        |
| فیبر             | ۳٫۳۰ گرم         |
| قند              | ۵٫۹۱ گرم         |
| آب               | ۵٫۲۰ گرم         |
| کلسترول          | ۰٫۰۰ میلی‌گرم     |

| تشکیل دهندهٔ اصلی | مقدار در ۱۰۰ گرم |
| کالری            | ۵۷۴ کیلوکالری    |
| کربوهیدرات       | ۳۲٫۶۹ گرم        |
| چربی             | ۴۶٫۳۵ گرم        |
| پروتئین          | ۱۵٫۳۱ گرم        |
| فیبر             | ۳٫۰۰ گرم         |
| قند              | ۵٫۰۱ گرم         |
| آب               | ۱٫۷۰ گرم         |
| کلسترول          | ۰٫۰۰ میلی‌گرم     |

## ویتامین‌ها
| نام ویتامین | مقدار در ۱۰۰ گرم |
| ویتامین آ   | ۰ میلی‌گرم        |
| ویتامین ث   | ۰٫۵ میلی‌گرم      |
| ویتامین دی  | ۰ میلی‌گرم        |
| ویتامین کا  | ۳۴٫۱ میکروگرم    |
| ویتامین ئی  | ۰٫۹۰ میلی‌گرم     |
| ویتامین ب۱  | ۰٫۴۲ میلی‌گرم     |
| ویتامین ب۲  | ۰٫۰۶ میلی‌گرم     |
| ویتامین ب۳  | ۱٫۰۶ میلی‌گرم     |
| ویتامین ب۴  | ۰ میلی‌گرم        |
| ویتامین ب۵  | ۰٫۸۶ میلی‌گرم     |
| ویتامین ب۶  | ۰٫۴۲ میلی‌گرم     |
| ویتامین ب۹  | ۲۵ میکروگرم      |
| ویتامین ب۱۲ | ۰ میلی‌گرم        |

| نام ویتامین | مقدار در ۱۰۰ گرم |
| ویتامین آ   | ۰ میلی‌گرم        |
| ویتامین ث   | ۰٫۳ میلی‌گرم      |
| ویتامین دی  | ۰ میلی‌گرم        |
| ویتامین کا  | ۳۴٫۷ میکروگرم    |
| ویتامین ئی  | ۰٫۹۲ میلی‌گرم     |
| ویتامین ب۱  | ۰٫۲۰ میلی‌گرم     |
| ویتامین ب۲  | ۰٫۲۰ میلی‌گرم     |
| ویتامین ب۳  | ۱٫۴۰ میلی‌گرم     |
| ویتامین ب۴  | ۶۱ میلی‌گرم       |
| ویتامین ب۵  | ۱٫۲۲ میلی‌گرم     |
| ویتامین ب۶  | ۰٫۲۶ میلی‌گرم     |
| ویتامین ب۹  | ۶۹ میکروگرم      |
| ویتامین ب۱۲ | ۰ میلی‌گرم        |